# ناموسية أكسجين

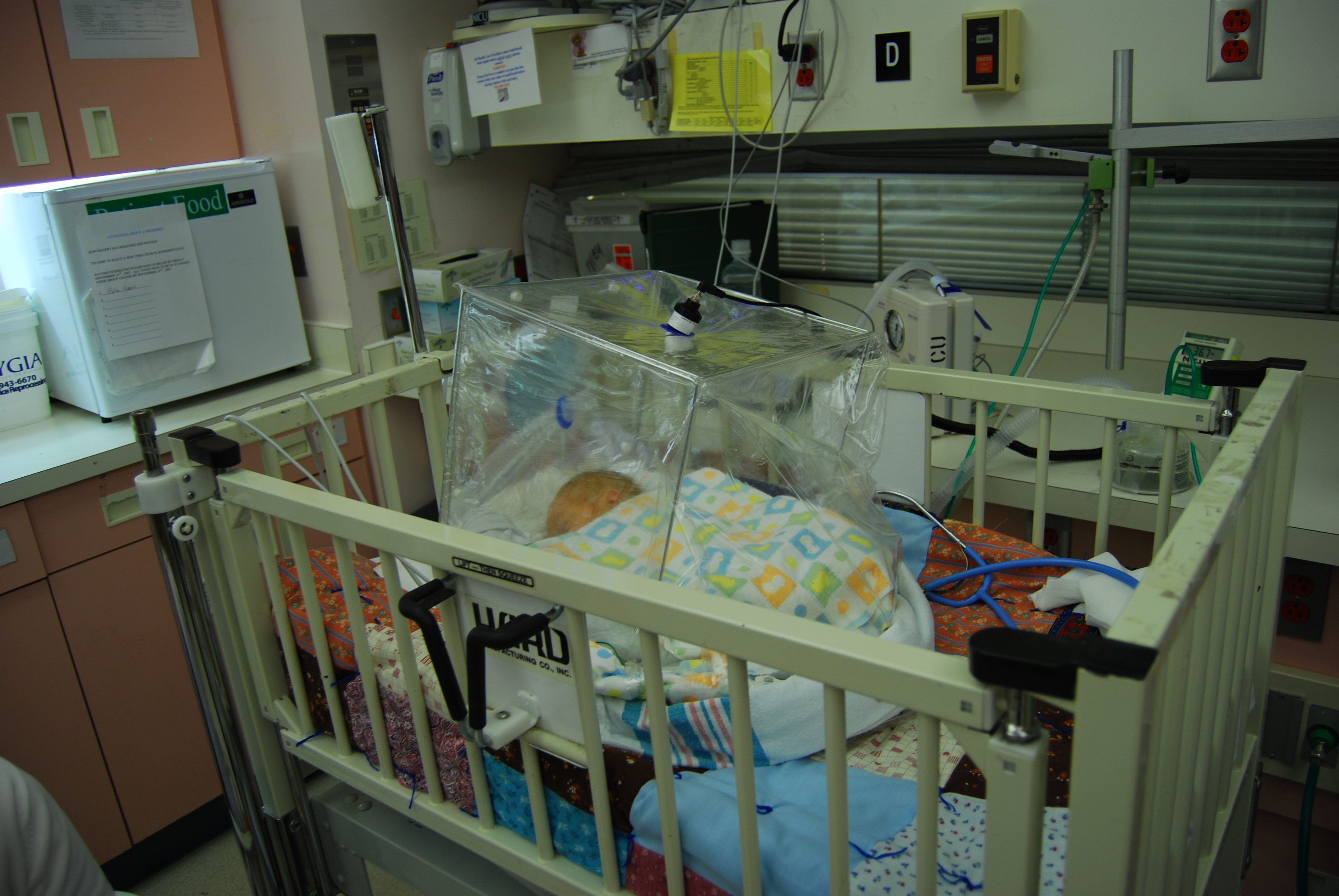
ناموسية أكسجين

ناموسية الأكسجين هي عبارة عن ناموسية توضع على الرأس والكتفين أو على كل أجزاء الجسم لتوفير الأكسجين بنسبة أكبر من المعتاد، في حين أن بعض الأجهزة لا تغطي سوى جزء من الوجه. غالباً ما يستخدم هذا النوع من العلاج في حالة الأشخاص الذين يعانون من صعوبة التنفس، وتستخدم ناموسية الأكسجين إما في المستشفيات أو خارج مرافق الرعاية الصحية، ويوصى بها لعلاج طويل أو قصير الأجل. تصنع الناموسية عادة من البلاستيك الشفاف، والذي يغلف سرير المريض مع عقد أطرافها بالفراش لضمان إحكام الناموسية، وغالباً ما تفتح من الجانب بواسطة سحاب.

## الفائدة
ناموسية الأكسجين نوع من أنواع العلاج بالأكسجين والذي غالباًَ ما يستفيد المرضى منه من خلال توفير المزيد من الأكسجين لرئتي المريض وبالتالي للأنسجة في الجسم، كما أنه يزيد نسبة الأكسجين في الدم ويقلل الحمل على القلب ويسهل التنفس، وأيضاً يخفف بعض الأعراض التي تحدث في حالات مشاكل التنفس مثل السعال وجفاف الإفرازات، وينصح به في حالات أمراض الرئة والقلب والتسمم بأول اكسيد الكربون والتهاب السحايا الذي يسبب صعوبة في التنفس، كما يمكن أن توضع جول المريض في العمليات الجراحية.

## الاحتياطات
عادة ما ينصح باحتياطات معينة عند استخدام ناموسية الأكسجين، واحدة من هذه الاحتياطات هي تجنب فتح الناموسية عدة مرات، فإذا تم فتح الناموسية لإحضار المريض بداخلها، فإنه يجب أن تطوى حوافها لمنع تسرب الأكسجين. عامة يفضل عدم التدخين أو وجود أي مادة قابلة للاشتعال في محيط أي جهاز أكسجين، وكذلك عدم وجود أي جهاز كهربائي داخل الناموسية؛ لأنه قد يشكل خطراً.

## وصلات خارجية
- Medical Discoveries: Oxygen tent